# Gul hundfästing
Guld hundfästing  eller Haemaphysalis asiatica är en fästingart som beskrevs av Supino 1897. Haemaphysalis asiatica ingår i släktet Haemaphysalis och familjen hårda fästingar. Inga underarter finns listade i Catalogue of Life. Arten har inte påträffats i Sverige.